# Nung

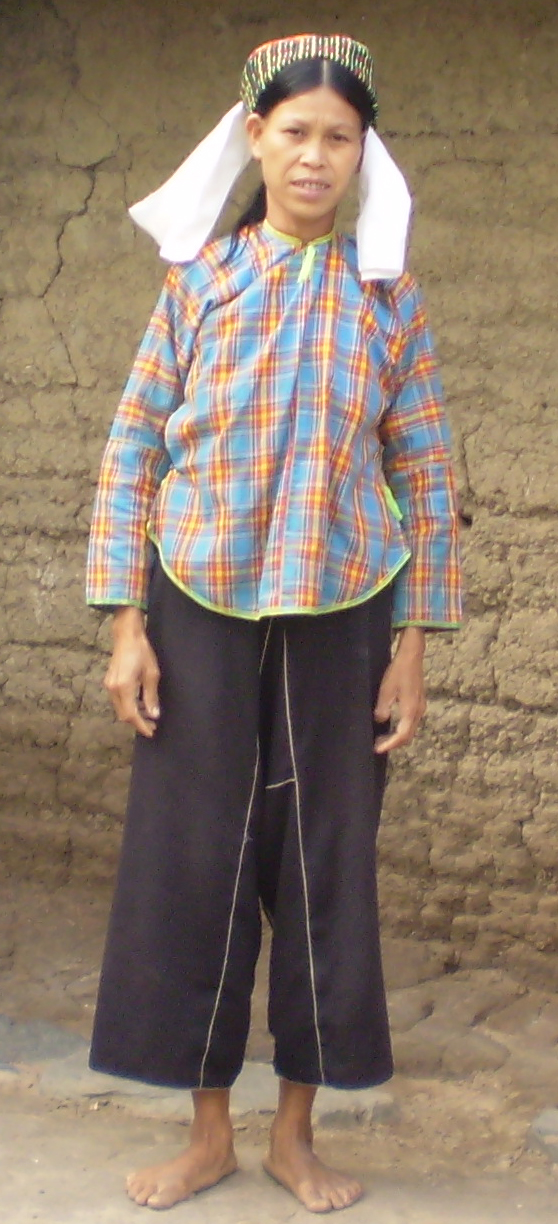
Eine Angehörige der Nung

Nung ist ein Bergvolk in Vietnam, das mit seinen zurzeit 900.000 Menschen die sechstgrößte Ethnie in Vietnam bildet. Der Name Nung wird allerdings auch für ethnische Gruppen in China, Laos und Kambodscha verwendet. Die vietnamesischen Nung sprechen eine zentrale Tai-Sprache aus der Familie der Tai-Kadai-Sprachen.

## Beschreibung
Die 900.000 Menschen sind in den Provinzen des vietnamesischen Hochlands im Landesinneren im Westen zu finden. Die Nung leben vor allem von Landwirtschaft, wie dem Reisanbau, den sie in Terrassen an den Hängen der Hügel machen, und Obstplantagen in den Niederungen. Sie produzieren Reis, Mais, Mandarinen, Kaki und Anis, welche vor allem in China und in den Städten Vietnams verkauft werden. Sie sind auch für ihre Handwerkskunst bekannt, im Umgang mit der Bearbeitung von Bambus und der Eisenverarbeitung, sowie das Weben und die Gewinnung des Indigofarbstoffes. Berühmt sind ihre traditionellen Gewänder aus Wolle.
Die verschiedenen Untergruppierungen der Nung unterscheiden sich in der Gestaltung ihrer Häuser. Einige Völker bauen Ebene mit dem Boden, andere bauen sie auf Stelzen, was vor allem in Wassernähe und im Gebirge wichtig ist. Häufig sind die Wände aus Flechtwerk und Lehm gebaut (Ton über einen Bambus oder Stick Rahmen verputzt). Wenn Stelzen verwendet werden, um das Haus vom Boden, der Raum unter dem Haus zu erhöhen, ist es meist eine Speisekammer, welche durch die Stelzen vor Ratten und anderen Nagetieren geschützt sind. Die Tiere sind oft im selben Raum wie die Menschen untergebracht. Städte der Nung gibt es eigentlich nicht, höchstens Dörfer; meist sind die Häuser weit verstreut, um genug Anbaufläch zu bieten.
Dieses Bergvolk ist vom Lebensstandard noch unter den anderen Vietnamesen; die Lebenserwartung liegt bei ungefähr 68 Jahren.

## Geschichte
Die Nung leben in Vietnam seit mindestens einem Jahrtausend. Sie stammen aus China. Im Jahr 1053 erlitten sie eine massive militärische Niederlage gegen die Chinesen. General Nung Chih Cao, einer der Nungführer, floh mit seiner Sippe nach Südchina. Später, im 13. Jahrhundert, während der mongolischen Dynastie mussten sie ins Hochland von Vietnam ausweichen. Die Männer der Nung sind dafür bekannt, loyal, zuverlässig und vertrauenswürdig zu sein, weswegen sie im Mittelalter und in der Neuzeit immer wieder als Söldner bei verschiedenen asiatischen Heerführern dienten. Sie hatten eine Begabung für den Militärdienst und verfügten über gute Soldaten. Nung dienten auch im Vietnamkrieg der französischen Armee sowie den Amerikanern und der Vietminh. Zu trauriger Berühmtheit gelangten sie in diesem Krieg als Helfer bei der Folter. Sie wurden von den amerikanischen Soldaten bezahlt, um aus Gefangenen mit Brandfolter Informationen über die Standorte der Vietkong zu erfahren. Heutzutage trifft man Vertreter dieses Volkes u. a. in der französischen Fremdenlegion.

## Kleidung
Nung-Männer kleiden sich in der Regel mit Indigo gefärbten Kleidungsstücken. Indigogefärbte Wollwesten mit militärischen Nung-Kragen sind ein typisches Erscheinungsbild, welches auch im Kriegsfall getragen wird. Nung-Frauen tragen auch Westen mit einem Fünf-Paneel-Muster. Auch hier wird wie in vielen Kulturen die Frauenkleidung als wichtiger als die Männerkleidung angesehen, bei der Hochzeit trägt die Braut eigentlich ihren gesamten finanziellen Besitz in Form von Silberschmuck am Körper. Bei Tänzen ist es Brauch, dass die Mädchen mit der Mitgift zum Takt klappern, damit der Tänzer weiß, woran er ist. Als Kopfbedeckung gibt es vor allem Turbane, die auch mit Indigo und anderen natürlichen Farbstoffen verziert werden.

## Religion
Viele Nung praktizieren eine indigene Religion mit animistischen, totemischen und schamanischen Merkmalen ähnlich anderen ethnische Gruppen der Tai. Manche Nung haben den Buddhismus übernommen.